# Moara lui Assan
Moara lui Assan, construită în anul 1853, este prima moară cu aburi din România. Moara se află în București, în zona Obor-Lizeanu. În prezent, se află într-un stadiu avansat de degradare. Moara lui Assan este clasificată în evidențele Ministerului Culturii și Cultelor ca fiind monument istoric de valoare națională și face parte din patrimoniul industrial.
Moara a fost întemeiată de negustorii George Assan (1821–1866) și Ion Martinovici (1820–1882).
Recent, ansamblul de clădiri a suferit două distrugeri semnificative: în mai 2008, un incendiu care a ars 90% dintr-un corp secundar al fabricii și în ianuarie 2012, prăbușirea acoperișului și a unui perete din corpul principal ca urmare a furturilor susținute de materiale din structura de rezistență a clădirii, posibile din cauza faptului că situl nu este supravegheat.

## Istoric

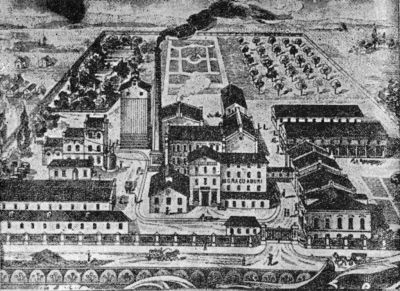
Moara lui Assan la începutul secolului XX

Construcția Morii Assan a fost realizată în anul 1853, pe un teren cumpărat de Gheorghe (George) Assan de la Epitropia Ghica, proprietatea extinzându-se apoi prin achiziționarea de terenuri de la locuitorii din jur. Moara a fost ridicată într-o perioadă când în București nu exista nici măcar o singură fabrică de cărămida. Ca fapt divers, prima fabrică de cărămidă s-a înființat abia în anul 1855 de către serdarul Ioan Filipescu, undeva în zona Elefterie. Utilajele pentru moară au fost aduse de la Viena, de la firma „Siegel”, transportul acestora pe Dunăre și apoi pe distanța Giurgiu-București durând aproape o lună de zile.
În anul 1865, George Assan se desparte de asociatul său și rămane singurul proprietar al fabricii. După moartea lui, în 1866, conducerea întreprinderii a rămas soției sale, Alexandrina, care o lasă apoi în anul 1884 celor doi fii, Basile și Gheorghe, care își făcusera studiile în străinatate. În 1894 a fost înființată de către aceștia o nouă secție de lacuri și culori, iar moara măcina la acea dată 7 vagoane de grâu în 24 de ore. În 1895 existau în București încă nouă mori cu aburi afară de moara Assan.
Construcția propriu-zisă a fost realizată folosind constructori și meșteri nemți. La data respectivă, construcția unui cos al fabricii a fost oprită când atinsese înalțimea de 10 metri, fiind considerată prea mare. După plata unor compensații către primărie, coșul a fost ridicat până la înălțimea proiectată de 26 de metri. În registrele comerciale, Moara lui Assan era înregistrată ca «Societatea Anonimă „Fabricile Assan”» pentru industria și comerțul făinii, uleiurilor vegetale, lacurilor, culorilor și altor produse similare". De-a lungul timpului, moara cu abur de la Obor a fost botezată de locuitorii Bucureștiului sub diverse forme: Moara lui Assan, Moara cu valțuri, Moara de foc sau Vaporul lui Assan.
În anul 1903 a fost sărbătorită o jumatate de secol de la înființare și cu acest prilej s-au mai adăugat câteva construcții, iar la clădirea principală în vârful turnului s-a pus un ceas mare, având dedesubt, în cifre de bronz, mari și vizibile de departe, anii 1853 - 1903. Ceasul lui Assan, care funcționa exact, a fost zeci de ani măsurătorul timpului pentru toți oamenii din cartierul Obor-Colentina. 
În 1903 se construiește un nou siloz de grâne, care a fost la acea dată cea mai înaltă clădire din București - 41 metri înalțime, 28 de silozuri (magazii) și două etaje sub ele având capacitatea de înmagazinare de 700 vagoane. Materialul folosit a fost lemnul (pentru conservarea grânelor) izolat într-un ambalaj de beton la fund și zidarie pe laturi (pereți din scânduri de la Sinaia și Azuga, puse pe lat și bătute în cuie - 50 de vagoane de scânduri și un vagon de cuie), iar acoperișul era de fier.
După 1903, moara Assan a fost dotată cu energie electrică, având uzină proprie, iar în luna iunie 1930 a fost transformată în Societate Anonimă pe acțiuni sub denumirea „Fabricele Assan”, care cuprindeau patru industrii diferite: măcinarea cerealelor, uleiuri vegetale, lacuri și culori, săpunuri și chit. Înainte ca moara să fie transformată in societate anonimă, frații Assan aveau 33 de lucrători iar în ianuarie 1946, după război, fabrica avea 400 de funcționari și lucrători. Fabrica a fost permanent adusă la zi cu cele mai noi utilaje și tehnologii, frații Assan fiind interesați de tot ceea ce e mai nou și mai bun în domeniul industrial, făcând numeroase călătorii în toata lumea în acest scop.

## Amplasament
Moara lui Assan are adresa cadastrală în București, sector 2, strada Halmeu nr. 25 (fostă Silozului). Numeroasele construcții din cadrul ansamblului sunt vizibile din: zona Obor, parțial de pe străzile Halmeu, Vaporul lui Assan, Reînvierii, Lizeanu, Baniței, dar și de pe Șoseaua Ștefan cel Mare.
Proprietatea Moara Assan a avut inițial o suprafață  de 5,41 hectare. Din cauza construcțiilor din zonă, a blocurilor construite înainte de 1990, suprafața ansamblului a ajuns la 4,7 hectare. După ianuarie 1990, mai multe clădiri (silozuri, depozite, hale) din cadrul complexului Moara lui Assan au fost vandalizate și apoi demolate ilegal. Clădirea centrală a ansamblului, moara propriu-zisă construită din cărămidă și având arhitectura unei cetăți medievale, cu diverse ornamente a rămas nedemolată, dar într-o stare critică, turnulețele clădirii fiind încă vizibile.

## Situația după naționalizare
Moara de la Obor, modernizată constant de foștii proprietari, a fost naționalizată de comuniști în iunie 1948. În același an, odată cu confiscările ilegale ordonate de comuniști, este arestat și Basil (Vasile) Assan care la acea dată era unic acționar al Fabricilor Assan. Pe durata anchetei, după ce a fost torturat, Assan ar fi fost aruncat de la etajul 5 al Prefecturii Poliției Capitalei, familiei comunicându-i-se că s-a sinucis.
După 1950, în zona Morii Assan au funcționat mai multe întreprinderi, printre care Fabrica de pâine „Grâul” și Fabrica de ulei „13 Decembrie”. O parte din utilajele morii au ajuns pe post de exponate la Muzeul Tehnic Dimitrie Leonida sau în alte instituții. În prezent, la Muzeul Tehnic din București poate fi văzut un cilindru din instalația morii cu aburi "Assan" din anul 1853, exponat care a fost achiziționat, la începutul secolului trecut, chiar de fondatorul muzeului, inginerul Dimitrie Leonida.   
În iunie 1990, regimul politic de la acea vreme a emis un act normativ, apreciindu-se că terenul este proprietatea statului și o parte din acesta trebuie eliberat de unele construcții, conform "Planului de sistematizare a municipiului București", în baza unui decret din anii '80 . De fapt, terenul cu o suprafata de 4,7 hectare devenise interesant pentru afaceriștii apăruți peste noapte. O parte din unitățile de producție ale fabricii de ulei au fost mutate atunci. În anii '90, terenul și construcțiile din zona Morii lui Assan au devenit proprietatea SC „Graul” SA și „Solaris” SA. Dificultățile financiare cu care s-au confruntat unii dintre proprietarii scriptici ai terenului și construcțiilor au determinat intervenția lichidatorilor legali. În cursul anului 2005, într-un interval de timp foarte scurt, au dispărut sub lama buldozerelor mai multe clădiri din ansamblul de la adresa Halmeu nr. 25, fiind distruse și porțiuni ale imobilelor care trebuiau conservate și restaurate în virtutea calității de monument istoric. De menționat că pe această stradă există mai multe imobile trecute pe lista monumentelor istorice.
În cursul anului 2024 terenul pe care este amplasată Moara lui Assan a fost împărțit în două loturi - cel care cuprinde monumentele istorice, dinspre str. Irimicului și str. Vaporul lui Assan, și restul, dinspre str. Lizeanu, pentru care a fost atribuit și număr de carte funciară. Pentru acesta din urmă, cu o suprafață de peste 20.000 de metri pătrați (2 hectare), a fost publicat un anunț imobiliar de vânzare. Conform surselor din zonă, pe cel puțin o parte din acest teren va fi amenajată o parcare la sol de către firma Interparking, care operează și parcarea subterană din Pasajul Bucur-Obor.

## Distrugeri după 1990

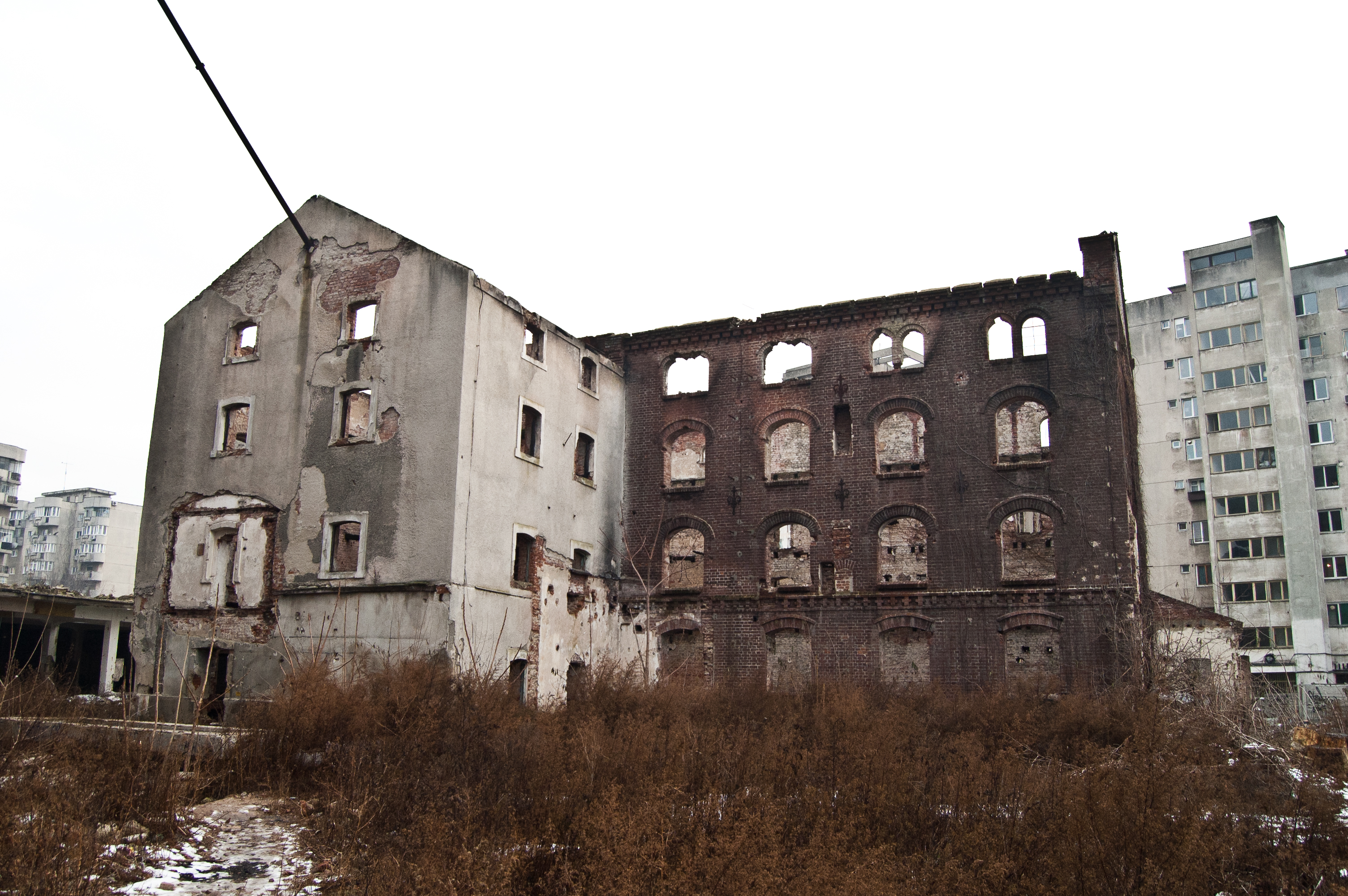
Corpul ars în urma incendiului din 2008 (foto: dec. 2010).

Primele distrugeri ale ansamblului Moara lui Assan au fost semnalate autorităților începând cu anul 1995. Au fost scoase cercevelele ferestrelor, splendid lucrate în fier forjat, precum și alte elemente decorative din zinc și plumb de la acoperitoare și turnuri. Plăcile de identificare a monumentului au fost smulse de persoane neidentificate. Arhiva și mobilierul de valoare, rămas de la foștii proprietari ai fabricii au fost valorificate ilegal de persoane lipsite de scrupule. Utilajele fabricate la Viena înainte de anii 1900 au fost dezmembrate și vândute la fier vechi cu toate că erau piese de o deosebită valoare pentru istoria tehnicii.  În prima jumătate a anului 2005 au început demolari executate în mare grabă și fără autorizațiile necesare la unele corpuri de clădiri ale ansamblului, dar și distrugerile deliberate provocate unor stâlpi și pereți chiar ai morii propriu-zise transformând într-o ruină acest monument istoric.
Autoritatile locale, dar și alte instituții ale statului au sesizat ceea ce se petrece la Moara lui Assan, însă distrugerile au continuat sub diverse forme, folosindu-se metode „consacrate” (slăbirea pe durata nopții a structurii de rezistență), dar greu de dovedit ca infracțiuni. Gardul perimetral a fost complet distrus. Directia de Urbanism de la Primăria sectorului 2, în perimetrul căreia se află moara, nu a dat niciodată avize sau autorizații pentru demolare sau construcții de nici un fel la Moara lui Assan.
În septembrie 2005, Primăria Municipiului București a sesizat Parchetul de pe lângă Judecatoria Sectorului 2 în vederea dispunerii începerii urmăririi penale împotriva celor care se faceau vinovați de desființarea ilegală a monumentului de valoare naționala Moara lui Assan. Sesizarea penală a fost făcută în conformitate cu prevederile Legii 50/1991 republicată, privind autorizarea executării lucrărilor de construcții.
Deoarece este vorba de un monument istoric, competențele administrative în cazul ansamblului Morii lui Assan revin Ministerului Culturii și Cultelor, respectiv Primăriei Municipiului București.
Nici cavoul familiei Assan din Cimitirul Bellu nu a scăpat de distrugeri. În repetate rânduri acesta a fost vandalizat: literele aurite au fost scoase rând pe rând, ușile din bronz de la intrare au dispărut, iar în interiorul cavoului sunt depozitate câteva mormane de gunoaie. Din decorațiile interioare nu mai există decât urmele. Deși a murit în străinătate, familia lui George (Gheorghe) Assan (1821-1866), cel care a fondat Fabricile Assan, i-a trecut pe piatra funerară, conform dorinței testamentare a acestuia, următoarea inscripție: "Fondatorul primei mașini cu abur în industria română(1853)".
În noaptea 13-14 mai 2008 clădirea a fost afectată de un incendiu de proporții, care a fost stins după aproximativ trei ore.

### Prăbușirea din 1 ianuarie 2012
În prima zi a anului 2012, acoperișul construcției a căzut și, odată cu el, unul dintre pereți (cu o suprafață de peste 200 m²). Prăbușirea a fost cel mai probabil provocată de furturile de materiale produse de oameni ai străzii. Cum situl nu este supravegheat de paznici, de-a lungul timpului au fost desprinse piesele metalice din structura de rezistență a clădirii pentru a fi vândute ca fiare vechi. Incidentul a fost amplu relatat în presă (printre altele, de publicațiile Gândul, Adevărul, România liberă, Click!, agenția de știri HotNews, Televiziunea Română, B365–Realitatea TV, postul de radio București FM), iar organizațiile non-guvernamentale și asociațiile internautice pentru memoria culturală a Bucureștiului caută o soluție pentru oprirea degradării și, eventual, îmbunătățirea situației în care se află monumentul. Mai multe voci din aceste organizații au semnalat că un cadru legal pentru începerea demersurilor există, printre responsabili numărându-se deținătorii monumentului, Primăria Capitalei și Ministerul Culturii.

### Incendiul din 7 iunie 2012
Clădirea a fost afectată de încă un incendiu pe 7 iunie 2012.
Incendiul a izbucnit la nivelul acoperișului unui turn al fostei fabrici de ulei din complex. Clădirea, înaltă de circa 30 de metri, este părăsită de mai mulți ani.
În data de 08 februarie 2013, un perete al acestei clădiri s-a prăbușit din cauza furturilor de fier vechi din structura de rezistență.

## Proiecte de reconversie
În septembrie 2002, arh. Cătălin S. Zafiu a prezentat, o comunicare la Atelierul de arheologie industrială, intitulată Recuperarea arhitecturii industriale - Reconversie „Moara lui Assan”. 
- Arh.Cătălin S. Zafiu:

„(...)Concluziile cercetărilor și ale analizelor împreuna cu selecția elementelor valoroase din sit au fost necesare pentru stabilirea funcțiunii posibile, restaurarea, reconversia și extinderea ansamblului. Este ușor de remarcat că spațiul este destructurat și decăzut, deci intervenția ar avea o influență benefică asupra vieții locuitorilor din zona, prin îmbunătățirea calității mediului. Pe de alta parte, aceasta arie având potențial de dezvoltare al unui centru de grad doi al orașului, intervenția ar trebui să se bazeze și pe studiile, analizele și proiectele (predicțiile) unor specialiști dintr-o echipă interdisciplinară. Soluția optimă ar fi realizarea unui centru cultural și de loisir. Studiile arată clar faptul că pe o arie foarte întinsă și cu densitate a locuirii ridicată nu există un spațiu de asemenea factură și care este deci necesar.  E drept însă că această soluție este discutabilă din punctul de vedere al perioadei de recuperare a investiției; însă ar fi la fel de posibil să se facă aici și un parc I.T. sau un centru de afaceri. În acest sit există un potențial care merită să fie exploatat și astfel să fie redat Bucureștiului un element important al istoriei lui, al arhitecturii industriale de secol 19.
Programul propus se poate realiza în trei etape (fiecare cu subetapele sale - demolări, restaurări și reconversii, construcții noi) și complexul odată realizat ar cuprinde activități informative; educative - cursuri, materiale de prezentare, ateliere de creație; culturale - conferințe, spectacole, expoziții, audiții; sportive și recreative, un muzeu al morăritului și un hotel.
Au existat două variante de amenajare a incintei, prima vizând o proporție moderată de vegetație și spații largi pietonale care să permită perceperea arhitecturii clădirilor, iar cea de-a doua vizând integrarea ansamblului într-un parc cu vegetație relativ densă izolând practic fiecare pavilion. Până la urmă am considerat prima variantă mai potrivită având însă grijă să existe o vegetație de aliniament perimetrală pentru separarea vizuală a ansamblului de blocurile din jur. Imaginea generală a locului este caracteristică clădirilor industriale și ea trebuie păstrată datorită construcțiilor tipice cu zidărie aparentă - și care încă o mențin ca reper, cel puțin pentru locuitorii zonei.
Piesa cea mai importantă a ansamblului și pe care am detaliat-o este silozul, clădire aleasă ca sediu al unei biblioteci publice. Acesta se desfășoara pe 8 nivele, dintre care unul este destinat spațiilor tehnice, altul administrației, parterul este spațiu public de primire (acces, informații, garderobă, librarie, bar-cafeterie, grupuri sanitare) iar celelalte sunt săli de lectură, consultare, împrumut, prezentări de carte. În partea centrală se află un spațiu deschis pe 3 nivele iar ultimele două nivele beneficiază de un spațiu amplu, luminos desfășurat sub ferma metalică a acoperisului. La nivelul al cincilea, există o legatură cu depozitul de carte, un fost depozit de rapiță. Între bibliotecă și depozit se află accesul principal realizat dintr-o structură metalică și sticlă, spațiu în care se găsesc și lifturile, agățate pe fațada scurtă a bibliotecii.
Un alt punct de mare interes ar fi un muzeu al morăritului, propus în clădirea în care a funcționat prima moara (moara A), un muzeu modern, interactiv, care să pună în valoare bijuteriile tehnice (mori, separatoare, site) fabricate în Germania, la Braunschweig (AMME, GIESECKE & KONEGEN) la 1900.”

## Propunere de salvare a Morii lui Assan
Eco-Moara lui Assan este un proiect care propune o revitalizare a zonei Lizeanu-Obor-Colentina și un plan de salvare a fostei mori. Proiectul dezvoltat are ca bază agricultura urbană. Conceptul este axat pe crearea unei comunități agrare autosuficiente.
Întreg proiectul poate fi găsit aici:Proiect Eco-Moara lui Assan
În februarie 2024 Primăria Sectorului 2 a cerut Primăriei Generale acordul să se ocupe de monumentul Moara lui Assan. Intenția este să organizeze un concurs internațional de soluții cu privire la amenajarea locului într-un hub cultural dedicat teatrului și filmului, în colaborare cu UNATC.

## Moara lui Assan în literatură
Moara lui Assan este decorul în care se petrec o parte din povestirile lui Mircea Cărtărescu, din primul său volum de proza, Nostalgia.